# Salmo carpio
Il carpione del Garda (Salmo carpio Linnaeus, 1758) è un pesce osseo di acqua dolce appartenente alla famiglia dei Salmonidi, endemico dell'Italia.

## Distribuzione e habitat
È una specie endemica del lago di Garda.

Questo pesce compie il suo intero ciclo vitale nel lago, senza mai risalire gli affluenti, senza avvicinarsi alle rive o alla superficie e, essendo pelagico, senza avere mai rapporti con il fondo se non nel periodo riproduttivo. Di solito staziona a profondità notevoli, fino a 200 metri.

## Descrizione
Assai simile alla trota di lago ma più slanciato e con scaglie più grandi. La livrea è argentea su fianchi e dorso (maculati da poche macchiette nere irregolari) e bianca sul ventre. Le pinne dorsale e caudale sono scure, le altre chiare. Non ci sono punti neri sulla pinna dorsale. 

La taglia non supera mediamente i 40 cm per 500 grammi di peso, tuttavia sono stati pescati esemplari attorno ai 3 kg.

## Alimentazione
Basata su piccoli crostacei planctonici come copepodi e cladoceri.

## Riproduzione
Unico tra i salmonidi italiani, il carpione ha due stagioni riproduttive: una invernale e una estiva, anche se attualmente alcuni ittiologi ritengono che vi sia un solo periodo riproduttivo prolungato. 
La riproduzione avviene su fondi mobili della parte nord del lago, ad alte profondità, tra gli 80 ed i 300 metri.

## Minacce
Questo pesce, ricercato per le sue ottime carni fin dal tempo degli antichi romani, ha subito una sovrapesca tale da essere oggi in pericolo critico di estinzione.

## Tassonomia
È stato a lungo considerato come una sottospecie di Salmo trutta. Recenti indagini biogeografiche e molecolari sul DNA mitocondriale hanno mostrato come questo taxon sia da considerare una sottospecie della ancora non descritta trota mediterranea Salmo mediterraneus.